# Scientometrics (журнал)
Scientometrics — журнал, який видається експертами в галузі наукометрії. Виходить з 1978 р. Видається спільно Akadémiai Kiadó і Springer Science+Business Media (ISSN 0138-9130). 
Зміст доступний на сайті: Scientometrics — Journal Contents on SpringerLink [Архівовано 5 січня 2013 у Archive.is] (англ.)

## Реферування та індексування
Цей журнал надає послуги:
- Current Contents
- Science Citation Index
- Journal Citation Reports
- Journal Citation Reports
- Social Science Citation Index
- Scopus
- Inspec
- Chemical Abstracts Service (CAS)